# Saltfoss Energy
Saltfoss Energy (tidligere Seaborg Technologies) er en dansk privat startup, som udvikler små modulære reaktorer baseret på smeltet uransalt (såkaldte saltreaktorer). Virksomheden blev grundlagt under navnet Seaborg Technologies i 2015 i København af en lille gruppe af fysikere og ingeniører, som havde studeret ved Niels Bohr Instituttet, CERN, ESS (European Spallation Source) og DTU, og som gik sammen i en fælles ambition om at udvikle sikker og billig kernekraft.
Virksomheden var oprindelig opkaldt efter den amerikanske atomkemiker og nobelpristager Glenn T. Seaborg. 3. april 2025 meddelte virksomheden, at den fra dags dato havde skiftet navn til Saltfoss Energy som følge af, at Seaborgs familie ikke var tilfreds med virksomhedens oprindelige navn.

## Ejerstruktur
Statens vækstfond har ydet lån til virksomheden. Den danske Stats venturefond investerede i Saltfoss (dengang Seaborg) i 2018 og solgte sin andel for et to-cifret millionbeløb til Heartland A/S i 2021, som i 2025 øgede sin ejerandel til 40 %.

## Kompakt saltreaktor
Reaktoren designet af Saltfoss Energy er en saltreaktor kaldet Compact Molten Salt Reactor (CMSR). Virksomheden hævder, at denne reaktortype grundlæggende er sikker, betydeligt mindre, bedre for miljøet og billigere sammenlignet med elektricitet baseret på fossilt brændstof.
Konventionelle kernereaktorer har brændselsstave, der har brug for konstant afkøling, typisk ved hjælp af vand under højt tryk. Vand er rigeligt tilgængeligt, men dets lave kogepunkt er en potentiel kilde til sårbarheder. I modsætning hertil blandes brændstof i en CMSR i et flydende salt, hvis kogepunkt er langt over de temperaturer, der produceres af fissionsprodukterne. Dette gør det muligt for den at fungere stabilt ved et tryk på én atmosfære. Dette muliggør et mere kompakt design. Det tillader også, at væskemoderatoren hurtigt kan fjernes fra kernen som en fissionskontrolmekanisme.Designet skal sikre, at i tilfælde af en overophedningsulykke vil en størknet saltprop smelte i bunden af reaktoren og det flydende brændstof strømme ud af reaktorkernen væk fra moderatoren og ind i afkølede tanke, hvor reaktionen slukker, brændstoffet afkøles og størkner igen uden at spredes i det omgivende miljø.
Fremgangsmåden mindsker faren for en fiasko i stedet for at eliminere alle fejl.

## Implementering
Selskabet har til hensigt at indsætte sine reaktorer af containerstørrelse på pramme. Reaktorer fremstilles centralt på en fabrik, hvilket reducerer omkostningerne, og brugen af pramme gør dem mobile. Effekten af en enkelt reaktor anslås til at være 100 MWe. Flere enheder kan indsættes på en enkelt pram.
Den primære designudfordring er at forhindre den stærkt ætsende brændstofslam og moderator i at beskadige reaktoren. Brændstofcyklussen er 12 år.
En prototype er planlagt til første halvdel af 2030.